# Peter Gwiasda
Peter Gwiasda (* 1959 in Köln) ist ein Verkehrsplaner und -forscher, der seit 1987 seine Arbeitsschwerpunkte auf Radverkehr und Verkehrssicherheit gelegt hat. Er ist als Projektleiter im Planungsbüro Via eG in Köln tätig, das als Genossenschaft organisiert ist und in dem er Gründungsmitglied ist.
In dieser Funktion hat er etliche kommunale Radverkehrskonzepte erstellt und somit in zahlreichen Kommunen Maßnahmen zur Verbesserung der Situation und Verkehrssicherheit des Radverkehrs angeregt oder geplant. Er war außerdem an einigen Forschungsprojekten und zahlreichen Machbarkeitsstudien für Radschnellverbindungen in mehreren Bundesländern federführend beteiligt. Gwiasda ist sehr häufig im Einsatz als Vortragender bei Fortbildungen, Seminaren, Tagungen, Konferenzen und Webinaren.
Peter Gwiasda hat nach dem Abitur am Albertus-Magnus-Gymnasium in Köln Geographie an der Universität Bonn studiert. Er ist verheiratet und hat zwei Kinder.

## Berufliche Tätigkeit und Werk
Gwiasda hat sich vor allem mit Planung und Forschung zu Radverkehr und Verkehrssicherheit beschäftigt, daneben auch mit Fußverkehr und Intermodalität mit dem ÖPNV sowie übergreifend mit kommunaler Verkehrsentwicklungsplanung insgesamt. Er bearbeitete maßgeblich mehrere kommunale Mobilitätskonzepte, so bereits 1992 den damals ersten kreisweiten Verkehrsentwicklungsplan in Nordrhein-Westfalen („Regionaler VEP“ des Rheinisch-Bergischer Kreises).
Er war von Anfang an an der Einführung der Fahrrad-Wegweisung in Nordrhein-Westfalen beteiligt, u. a. mit einem Projekt schon 1987 in Leverkusen, wo erstmals in Deutschland eine flächendeckende Wegweisung für den Radverkehr aufgebaut wurde. In der Folge der von ihm bearbeiteten Projekte kam es zu bundesweiten Empfehlungen für die Fahrrad-Wegweisung, die 1998 etwa zeitgleich herausgegeben wurden von der Forschungsgesellschaft für Straßen- und Verkehrswesen (FGSV) als Merkblatt für die wegweisende Beschilderung des Radverkehrs, FGSV Nr. 245 und dem ADFC  als FAF 3: Fahrradwegweisung. Die Empfehlungen unterschieden sich im Wesentlichen bei der empfohlenen Farbe (die FGSV empfahl rot, ADFC grün). Seit 2000 mit eigener Software seines Büros (VP-Info) unterstützt, wurden ausgehend von Rheinland-Pfalz zahlreiche regionale Fahrradwegweisungssysteme und touristische Route umgesetzt, kontrolliert und weiterentwickelt.

### Radverkehrskonzepte
Gwiasda bearbeitete seit 1990 städtische Radverkehrskonzepte (RVK) und -planungen, so in Frankfurt am Main für die gesamte Stadt und speziell für den Frankfurter Grüngürtel, später bezirkliche Radverkehrskonzepte für Großstädte wie Düsseldorf und Köln, u. a. in den Kölner Bezirken Innenstadt und Ehrenfeld.
Er erstellte regionale Radnetzpläne und Maßnahmenlisten fürs Münsterland und fürs Verbandsgebiet des Regionalverband Ruhr im Ruhrgebiet und für mehrere Landkreise wie z. B. den Kreis Euskirchen, den Landkreis Miltenberg oder den Landkreis Grafschaft Bentheim. Damit hat er dazu beigetragen, das Thema Radverkehr im ländlichen Raum, das zuvor oft nur auf touristischen Radverkehr und den Bau von Radwegen an Landstraßen reduziert wurde, stärker ins öffentliche Bewusstsein gerückt.
Auch in kleineren Städten war er aktiv, so mit einem Radverkehrskonzept in Nordhorn 2016. Nordhorn war in der Folge beim ADFC-Fahrradklima-Test 2020 mit einer Gesamtnote von 2,64 und 2022 mit 2,8 (auf einer Skala von 1,0 bis 6,0, etwa entsprechend Schulnoten) jeweils die best-bewertete Stadt bei Einwohnerzahlen zwischen 50.000 und 100.000 Einwohnern, nachdem die Stadt in den Jahren zuvor jeweils den zweiten Platz belegt hatte. Er bearbeitet aber auch nicht selten Städte mit weniger guter Ausgangsbasis beim Radverkehr, so u. a. Stadtallendorf.

### Planung von Radschnellwegen
Gwiasda war, mehrfach innerhalb größerer Konsortien mit anderen Planungsbüros, an folgenden Machbarkeitsstudien und teilweise auch an späteren Planungsschritten an Radschnellwegen beteiligt:
- 2012 Radschnellweg Ruhr[5], eine der beiden ersten konkreten Studien in Deutschland (die andere gab es in der Metropolregion Hannover – Braunschweig – Wolfsburg – Göttingen) zu einem Radschnellweg (inzwischen: RS 1), der  auf inzwischen 115 km Länge zwischen Moers, Duisburg, Mülheim an der Ruhr, Essen, Bochum, Dortmund und Hamm führen soll und in einigen Teilabschnitten bereits fertig gestellt worden ist.
- 2015 die Detaillierte Machbarkeitsstudie für den Radschnellweg Frankfurt – Darmstadt. Sie war das Pilotprojekt in Hessen, erarbeitet im Auftrag des Regionalverband FrankfurtRheinMain. Dieser Radschnellweg wird inzwischen als FRM 1 benannt. Er ist seit Sommer 2019 im 1. Bauabschnitt in Betrieb und inzwischen in mehreren weiteren Bauabschnitten fertig gestellt.
- 2017 Machbarkeitsstudie Radschnellverbindungen Nürnberg – Fürth – Erlangen – Herzogenaurach – Schwabach und umgebende Landkreise im Auftrag der Metropolregion Nürnberg[6], als erstes derartiges Projekt in Bayern.
- Machbarkeitsstudien zu Radschnellverbindungen (RSV) in und um Köln und Düsseldorf sowie im Osten von München nach Markt Schwaben (derzeit planerisch vertieft in Arbeit) sowie im Süden und Südwesten von München nach Starnberg und  Oberhaching.

### Entwicklung von Standards und Musterblättern
- 2017 hat Gwiasda für das Land Baden-Württemberg die Musterblätter und Standards für das Landes-Radverkehrsnetz entwickelt, dem 2019 auch Standards für Radschnellverbindungen folgten. Diese Gestaltung von jeweils einseitigen Musterblättern für diverse typische Planungssituationen an Strecken und Knotenpunkten mit speziellem Blick  auf den Radverkehr gab es zuvor in Deutschland nicht in breit öffentlich verfügbarer Form. Gwiasda und sein Büro Via e.G. hatten derartige Musterblätter zuvor bereits für Rheinland-Pfalz entwickelt, wo sie aber nicht veröffentlicht wurden (angekündigt als Hinweise zur Anwendung der ERA in Rheinland-Pfalz, HAnwERA)[7]. Die Einhaltung der Standards ist in Baden-Württemberg inzwischen  Grundlage der finanziellen Förderung durch das Land. Ohne derartige Förderungen gibt es überhaupt nur noch wenige kommunale Verkehrsprojekte, die zur Umsetzung kommen.
- 2020 hat Gwiasda auch in Hessen Musterblätter und Standards mitentwickelt. Im Rahmen der Entwicklung des Rad-Hauptnetz Hessen hat er wesentliche Beiträge zu den Musterblättern Hessen[8] geliefert[9]. Auch in Hessen ist die Einhaltung der Standards und Musterblätter inzwischen Fördervoraussetzung.

### Bike and Ride
Gwiasda hat sich auch mit Fahrradparken beschäftigt, in besonderer Weise Fahrradparken an Bahnhöfen und Haltestellen des öffentlichen Nahverkehrs (Bike and ride). 2019 erstellte er mit sechs anderen für das Land Baden-Württemberg einen Leitfaden zum Thema.

### Forschungsprojekte
- Für die Unfallforschung der Versicherer (UDV) hat er 2016 mit einem Team aus zwei Büros Fahrradstraßen und die Öffnung von Einbahnstraßen für Radverkehr entgegen der Einbahnrichtung untersucht und bewertet.[11] In der Folge ist 2021 die hier maßgebliche Verwaltungsvorschrift zur StVO (VwV-StVO) so geändert worden, dass die Öffnung für  den Rad-Gegenverkehr von einer Kann- in eine Soll-Vorschrift geändert wurde  und damit zu einem Regelfall wurde. Inzwischen muss die Nicht-Öffnung einer Einbahnstraße begründet werden.[12]  Auch Fahrradstraßen werden seitdem vermehrt entsprechend der dort abgeleiteten Empfehlungen  umgesetzt.

- 2017 hat sein Büro zusammen mit der Universität Frankfurt am Main einen Überblick zu neueren Entwicklungen bei der Integration von Fahrradverkehr und öffentlichem Verkehr erstellt.[13]

- Für die Bundesanstalt für Straßenwesen (BASt) hat er 2019 mit anderen Einsatzbereiche und Entwurfselemente von Radschnellverbindungen untersucht und empfohlen. Die Erkenntnisse zu empfohlenen Breiten und Querungsstellen sind in die Hinweise für Radschnellverbindungen und Radvorrangrouten (H RSV 21) eingeflossen und damit Grundlage der heutigen Planungsanforderungen an stark belasteten Radverkehrsanlagen, Radschnellverbindungen und Radvorrangrouten.

- Für das Land Baden-Württemberg hat er mehrfach, zuletzt 2023 Schutzstreifen außerorts und Schutzstreifen auf engen Fahrbahnen innerorts untersucht und Empfehlungen abgeleitet.[14] In der Folge wurden in  Baden-Württemberg als damals einzigem Bundesland bei Erfüllung entsprechender Kriterien innerorts Schutzstreifen mit engen Kernfahrbahnen (die ein Begegnen zweier Pkw nicht mehr zulassen) und Schutzstreifen außerorts zulässig. Auf Grundlage entsprechender Erlasse ist damit in Baden-Württemberg derzeit ein größeres Maßnahmenrepertoire für die Führung des Radverkehrs auf sonst nicht durch das Maßnahmenrepertoire der ERA 2010 abgedeckten Straßen zulässig  als in anderen Bundesländern. Schutzstreifen außerorts sind inzwischen auch in Nordrhein-Westfalen zulässig.[15]
- Im Forschungsprojekt INFRASense, Entwicklung einer Softwareanwendung zur Qualitätsbestimmung kommunaler Radverkehrsanlagen auf Basis von Crowdsourcing-Daten war Gwiasda als Verkehrsplaner beteiligt. Ein Konsortium mit Hard- und Softwareentwicklern, einem Fahrradleasingunternehmen und der Universität Oldenburg hat das Projekt durchgeführt. Mit einer eigenen entwickelten Sensorik und Daten von Smartphones wurden Erschütterungen, Bremsungen, Fahrgeschwindigkeiten sowie Wartezeiten erfasst, dargestellt und bewertet. Von über 700 Radfahrern aus Oldenburg (Oldb) und Osnabrück wurden über Monate Daten auf Alltagswegen gesammelt. Teilnehmer konnten auch subjektive Einschätzungen abgeben. Angestrebt und für diese beiden Städte erreicht wurde eine flächenhafte Erfassung der Radverkehrsqualität, auch anderswo, wo diese Radfahrer unterwegs waren, sidn ergebnisse zu sehen, aber mit geringerer Datengrundlage. Ergebnisse für die Strecken und Knotenpunkte werden ausgewertet und im Biquemonitotr dargestellt. Verlustzeiten des Radverkehrs sind für jeden Verkehrsstrom dargestellt und entsprechen den in der Verkehrsplanung üblichen Stufen der Verkehrsqualität A bis F (sehr hoch bis sehr niedrig). Über den Biqemonitor sind diese Bewertungen allgemein zugänglich.

## Tätigkeit in Verbänden
Seit den 1980er Jahren war Gwiasda ehrenamtlich beteiligt am Aufbau des Allgemeinen Deutschen Fahrrad-Club (ADFC) in Köln und später auch bundesweit aktiv. Er war lange Zeit Mitglied im gemeinsamen Fachausschuss Radverkehr von ADFC und SRL auf Bundesebene.
Gwiasda ist weiterhin ehrenamtlich aktiv in der Forschungsgesellschaft für Straßen- und Verkehrswesen (FGSV). Er ist seit Mai 2007 Mitglied im damaligen Arbeitsausschuss 2.8 Anlagen des Fußgänger- und Radverkehrs der FGSV, dem jetzigen Ausschuss 2.5 Radverkehr. Dort hat er u. a. mit Wilhelm Angenendt, Dankmar Alrutz und Tilman Bracher zusammengearbeitet. Dieser Ausschuss ist mittlerweile nicht mehr für Fußverkehr zuständig, da er zwischenzeitlich geteilt wurde.
Gwiasda ist seit Mitte der 1990er Jahre Mitglied des heutigen Arbeitskreises 2.5.1, bis 2021 Aktuelle Fragen des Radverkehrs, inzwischen Fortschreibung der ERA, und war von Herbst 2007 bis Herbst 2024 dessen Leiter. In diesem Arbeitskreis wurde unter seiner Leitung und wesentlichen Mitarbeit die derzeit gültige Ausgabe der Empfehlungen für Radverkehrsanlagen, die ERA 2010, erarbeitet. Seit der Veröffentlichung der ERA 2010 hat die Planung von qualitativ hochwertigeren Maßnahmen für den Radverkehr in Deutschland in etlichen Kommunen erheblich zugenommen. Bei der geplanten nächsten Ausgabe der ERA ist er, lange Zeit federführend als Arbeitskreisleiter, weiterhin aktiv. Bei etlichen Veranstaltungen hat er die ERA 2010 vorgestellt und zum jeweils aktuellen Stand der Neuerungen in der geplanten nächsten Ausgabe der ERA vorgetragen.
Im Arbeitskreis 2.5.1 und mit Gwiasdas federführender Mitwirkung wurde auch das Merkblatt zur wegweisenden Beschilderung für den Radverkehr erarbeitet und 1998 veröffentlicht. Danach hat sich in zahlreichen Regionen Deutschlands eine mehr oder weniger flächendeckende, relativ einheitliche Fahrrad-Wegweisung etabliert. Die Beachtung des Merkblatts mit landesspezifischen Abwandlungen ist in den meisten Bundesländern inzwischen eine Fördervoraussetzung. Die mit seiner maßgeblichen Mitarbeit weitgehend überarbeitete Ausgabe des Merkblatts wurde 2024 veröffentlicht (seitdem abgekürzt M WBR).
2012 bis 2014 wurde in einem Ableger des Arbeitskreis 2.5.1, der ad-hoc-Gruppe Radschnellwege, mit Gwiasdas wesentlicher Beteiligung das danach sehr einflussreiche Arbeitspapier Einsatz und Gestaltung von Radschnellverbindungen erstellt. Radschnellwege waren zuvor als Begriff nicht genau definiert, Maßnahmen wurden teils willkürlich als Radschnellweg benannt. Im Arbeitspapier wurden für Radschnellverbindungen detaillierte Kriterien entwickelt und in der Folge in mehreren Bundesländern verbindlich eingeführt. Dieses hat seitdem die Planungen in Deutschland zu Radschnellverbindungen und anderen Formen von Radschnellwegen deutlich beeinflusst und vorangebracht. Seitdem wurden darauf basierende Vorgaben in mehreren Bundesländern mit meist nur geringen Anpassungen eingeführt, ebenso eine finanzielle Förderung durch den Bund für Radschnellwege. Diese Vorgaben sind Grundlage der seitdem zahlreichen Machbarkeitsstudien und auf deren Grundlage umgesetzter Maßnahmen bis hin zur Eröffnung von ersten Abschnitten von Radschnellverbindungen.
Gwiasda war in der Folge seit dessen Gründung 2016 Mitglied im Arbeitskreis 2.5.4 Radschnellverbindungen der FGSV (der derzeit ruht). Hier wurde das Arbeitspapier zu Radschnellverbindungen auf Grundlage der Erfahrungen bei Planungen und der Umsetzung der ersten Abschnitte von Radschnellverbindungen zu einem Hinweispapier weiter entwickelt. Hinweispapiere sind in der FGSV-Hierarchie höherwertig als Arbeitspapiere. An der so entstandenen Weiterentwicklung, den Hinweisen für Radschnellverbindungen und Radvorrangrouten H RSV 21 war er mit Erfahrungen aus zahlreichen Projekten zu Radschnellverbindungen, u. a. in Nordrhein-Westfalen, Hessen, Baden-Württemberg und Bayern beteiligt. Die in der H RSV zusammengestellten Anforderungen und Vorgaben haben wesentlichen Anteil an der aktuellen Fördermittelvergabe und somit der Umsetzung von Radschnellwegen in Deutschland.
In dem von ihm geleiteten Arbeitskreis und mit seiner Mitwirkung sind auch die Hinweise zur einheitlichen Bewertung von Radverkehrsanlagen (H EBRA 2021) entstanden.
2019/2020 war Gwiasda eines von 20 ständigen Mitgliedern im Dialogforum, das die Erstellung des Nationalen Radverkehrsplans 3.0 (NRVO 3.0) begleitete. Der NRPV 3.0 ist die „gesamtgesellschaftliche Strategie der Bundesregierung zur Förderung des Radverkehrs in Deutschland für die Zeit bis 2030“.
Als Leiter des Arbeitskreis 2.5.1 war Gwiasda 2021 am Ad-hoc-Arbeitspapier zu sogenannten geschützten Kreuzungen‘  beteiligt.

## Zitate
„Auch wenn sich die Vorlieben ändern, bleibt die Aussage: Es gibt keine schlechten Führungsformen [des Radverkehrs], nur schlecht gemachte und falsch eigesetzte.“

„Es gibt keine grundsätzlich ‚schlechten‘ oder ‚guten‘, sondern
- geeignete und ungeeignete
- gut und schlecht ausgeführte

Entwurfselemente [für den Radverkehr].“

## Veröffentlichungen
- Das Rheinland entdecken mit Fahrrad und Bahn; Bd. 2., 18 neue Touren am Rhein, in der Eifel, im Westerwald und im Bergischen Land. 1993 (Bachem-Verlag). Köln. ISBN 9-783-7616-109-09
- Fahrrad und ÖPNV – bike & ride: Empfehlungen zur Attraktivitätssteigerung des Fahrradeinsatzes für Zu- und Abbringerfahrten sowie Fahrradmitnahme im ÖPNV. Fach-Media-Service-Verlag-Gesellschaft. 1997 ISBN 3-926181-30-3
- Merkblatt zur wegweisenden Beschilderung für den Radverkehr, Ausgabe 1998. FGSV Nr 245
- Fahrradverkehr – Erfahrungen und Beispiele aus dem In- und Ausland. Schriftenreihe direkt 59. Bremerhaven 2005. ISBN 3-86509-205-5
- Empfehlungen für Radverkehrsanlagen, ERA 2010. FGSV Nr. 284, ISBN 978-3-941790-63-6
- mit Lena Erler: Gestaltung von Radschnellwegen in Deutschland – eine Herausforderung? In Straßenverkehrstechnik 10/2015, Seiten 653–662. ISSN 0039-2219
- Schläger, Norbert et al. 2016: Sicherheitsbewertung von Fahrradstraßen und der Öffnung von Einbahnstraßen. UDV-Forschungsbericht Nr. 41. Berlin, ISBN 978-3-939163-69-5
- mit Lukas Czowalla u.a.: Neuere Entwicklungen zur Integration von Fahrrad und Öffentlichem Verkehr in Deutschland: Überblick zum Stand des Wissens und der Praxis. Arbeitspapiere zur Mobilitätsforschung Nr. 15. Frankfurt am Main 2017 ISSN 2363-8133
- Handlungsansätze zur verbesserten Verknüpfung von Fahrrad und Öffentlichem Verkehr. Eine vertiefende Analyse von vier Fallstudien, mit Andrea Fromberg u. a. Arbeitspapiere zur Mobilitätsforschung Nr. 18. Goethe Universität Frankfurt am Main 2019. ISSN 2363-8133
- Einsatzbereiche und Entwurfselemente von Radschnellverbindungen. BASt-Bericht V 320. NW-Verlag, Bremerhaven 2019. ISBN 9-78395-60-6477-7
- mit Andrea Fromberg: Konzeptionen von Radverkehrsnetzen. Kapitel 3.3.2.6 im Handbuch der kommunalen Verkehrsplanung. 2022. VDE Verlag Berlin, Offenbach, ISBN 978-3-87907-400-6
- Wegweisung im Radverkehr. Kapitel  5.3.1.2 im Handbuch der kommunalen Verkehrsplanung. 2022. VDE Verlag Berlin, Offenbach, ISBN 978-3-87907-400-6
- M WBR, Merkblatt zur wegweisenden Beschilderung für den Radverkehr, Ausgabe 2024. FGSV Nr. 245, ISBN 978-3-86446-406-5
- mit Klaus Köster: Rad und ÖPNV zusammen gedacht: Ergebnisse einer integrierten Gremienzusammenarbeit bei den Neufassungen von ERA und EAÖ. FGSV-Tagungsberichte  FGSV-Nr.: 001/29. ISBN 978-3-86446-416-4